# Кіосе Василь Васильович
Васи́ль Васи́льович Кіо́се (7 жовтня 1925, Калчева, сучасний Болградський район Одеської області — 11 березня 1993, Дніпропетровськ, похований в Одесі) — український хоровий диригент, заслужений артист УРСР — 1976, лауреат Шевченківської премії, нагороджений Грамотами Президії Верховної Ради УРСР.

## Життєпис
Походить з селянської родини, 1939 року закінчив школу. Після війни протягом 1945—1949 років навчався в Одеському музичному училищі — хормейстерське відділення. 1954 закінчив навчання в Одеській консерваторії — диригентський хоровий факультет, вчителями були Дмитро Загрецький, Костянтин Пігров, Н. Пігрова.
З 1945 року викладав спів у одеській школі № 30, по тому — у селі В. Дальник, керував хором. Згодом працював в Одеському сільськогосподарському інституті, викладав хормейстерські дисципліни в Державному музичному та культпросвітницькому одеських училищах. Художній керівник ансамблів пісні й танцю Вищого морехідного училища та Чорноморського (при Одеській державній філармонії).
З 1959 по 1973 рік працював викладачем в Одеській консерваторії, одночасно з 1959 — хормейстер Одеського театру опери та балету.
В 1974—1993 роках працював головним хормейстером Дніпропетровського театру опери та балету.
Лауреат Шевченківської премії 1978 року — спільно з К. Данькевичем, П. Вариводою, А. Ареф'євим, А. Даньшиним, Н. Суржиною, М. Українським — за постановку опери «Богдан Хмельницький» в новій редакції — у Дніпропетровському театрірі опери та балету.
Серед постановлених ним вистав
- «Богдан Хмельницький» Костянтина Данькевича — 1977,
- «Паяци» Руджеро Леонкавалло — 1988,
- «Винова краля» Петра Чайковського — 1990,

брав участь в постановках:
- «Князь Ігор» Олександра Бородіна,
- «Борис Годунов» Модеста Мусоргського,
- «Оптимістична трагедія» Олександра Холмінова.